# Anisodactylus opaculus
Anisodactylus opaculus es una especie de escarabajo del género Anisodactylus, categorizada en la tribu Harpalini, de la subfamilia Harpalinae. Fue descrita por LeConte en 1863.

## Descripción
Mide aproximadamente 11 mm de longitud.

## Distribución
Se distribuye por América del Norte: Estados Unidos.